# Roman Kurnik
Roman Kurnik (ur. 1 stycznia 1953 w Łańcucie) – kapitan SB, ostatni szef departamentu kadr SB, Zastępca Komendanta Głównego Policji w czasie urzędowania Marka Papały, doradca w MSWiA.

## Życiorys
Syn Aleksandra i Józefy. Rozpoczął pracę w SB po skończeniu studiów w 1976. W drugiej połowie lat 80. był szyfrantem w ambasadzie PRL w Japonii. Po 1989 został dyrektorem Departamentu Kadr w Komendzie Głównej Policji. Z jego polecenia w 1997 Komendantem Głównym Policji został Marek Papała, a on sam – jego zastępcą. Dotarł jako jedna z pierwszych osób na miejsce zabójstwa Marka Papały.
Po zwycięstwie AWS w wyborach w 1998 Kurnik odszedł do biznesu, został członkiem rady nadzorczej przedsiębiorstwa Megagaz, znanego z budowy opóźnionej trzeciej nitki rurociągu Przyjaźń. W 2001 po powrocie SLD do władzy został doradcą w gabinecie politycznym szefa MSWiA Krzysztofa Janika. Posadę stracił w 2002 po wybuchu tzw. afery starachowickiej.
Zasiadał w radzie nadzorczej spółki S.A.Z. Biuro Podróży First Class.